# Liquid Steel
Liquid Steel ist eine Heavy-Metal-Band aus Innsbruck, die 2009 gegründet wurde. Durch ihre musikalische Referenz zum Heavy Metal der 80er Jahre wird sie auch häufig der sogenannten New Wave of Traditional Heavy Metal zugeordnet.

## Geschichte
Ursprünglich wurde die Band bei der Gründung 2009 als Heavy-Metal-Coverband konzipiert. Die Gründer Fabio Carta und Jürgen und Pippo Herrnegger legten den Fokus dabei weniger auf das Performen von sogenannten Gassenhauern, als auf die weniger bekannten Songs großer Bands wie Iron Maiden, Judas Priest, Angel Witch oder Hammerfall. Im Jahr 2010 konnte der Gitarrist der ehemaligen Iron-Maiden-Tributeband Seventh Sons Ferdinand Berktold für die freie Position an der zweiten Gitarre rekrutiert werden. Im gleichen Jahr stieß auch Matze zur Band. Nach dem Umzug von Pippo in ein anders Bundesland und der damit frei gewordenen Stelle am Schlagzeug wurde innerhalb kurzer Zeit ein weiterer Mann, Martin Eberharter, gefunden, um diesen Platz einzunehmen.
Das Konzept der Coverband wurde daraufhin rasch verworfen und die Band entschloss sich, sich auf Eigenkompositionen zu konzentrieren, um die volle Kreativität und Individualität der Band ausschöpfen zu können. Dieser Vorstoß mündete in dem 2012 erschienenen Demo Scream. Nachdem Matze die Band verlassen hatte und Dominik Lechner 2013 den Platz am Bass eingenommen hatte, stand die bis 2021 existierende Konstellation fest.
Im Jahr 2021 kam Phil Gimpl von Into the Tempest und Insanity Alert als dritter Gitarrist und Begleitsänger zur Band.

### Fire in the Sky
Mit geänderter Besetzung wurde die Vorproduktion des ersten Albums gestartet, welches im September 2014 erschien. Fire in the Sky beinhaltet acht Songs und wurde unter der Leitung von Patrick W. Engel (Temple of Disharmony) in nur einer Woche im bandeigenen Proberaum aufgenommen. Mit Scream Records konnte auch ein Vertriebspartner für das Debütalbum gefunden werden. In dieser Zeit lag der Fokus der Band darauf, Spielpraxis zu sammeln. Zu diesem Zweck spielte man eine Reihe von verschiedenen Bandcontests: Local Heroes, die Planet TT Festivaltour und Metalchamp, bei welchem man den vierten Platz erreichen konnte. Weitere Highlights in dieser Zeit waren die Auftritte als Supportact von Powerwolf, U.D.O. und Diamond Head (2013).

### Midnight Chaser

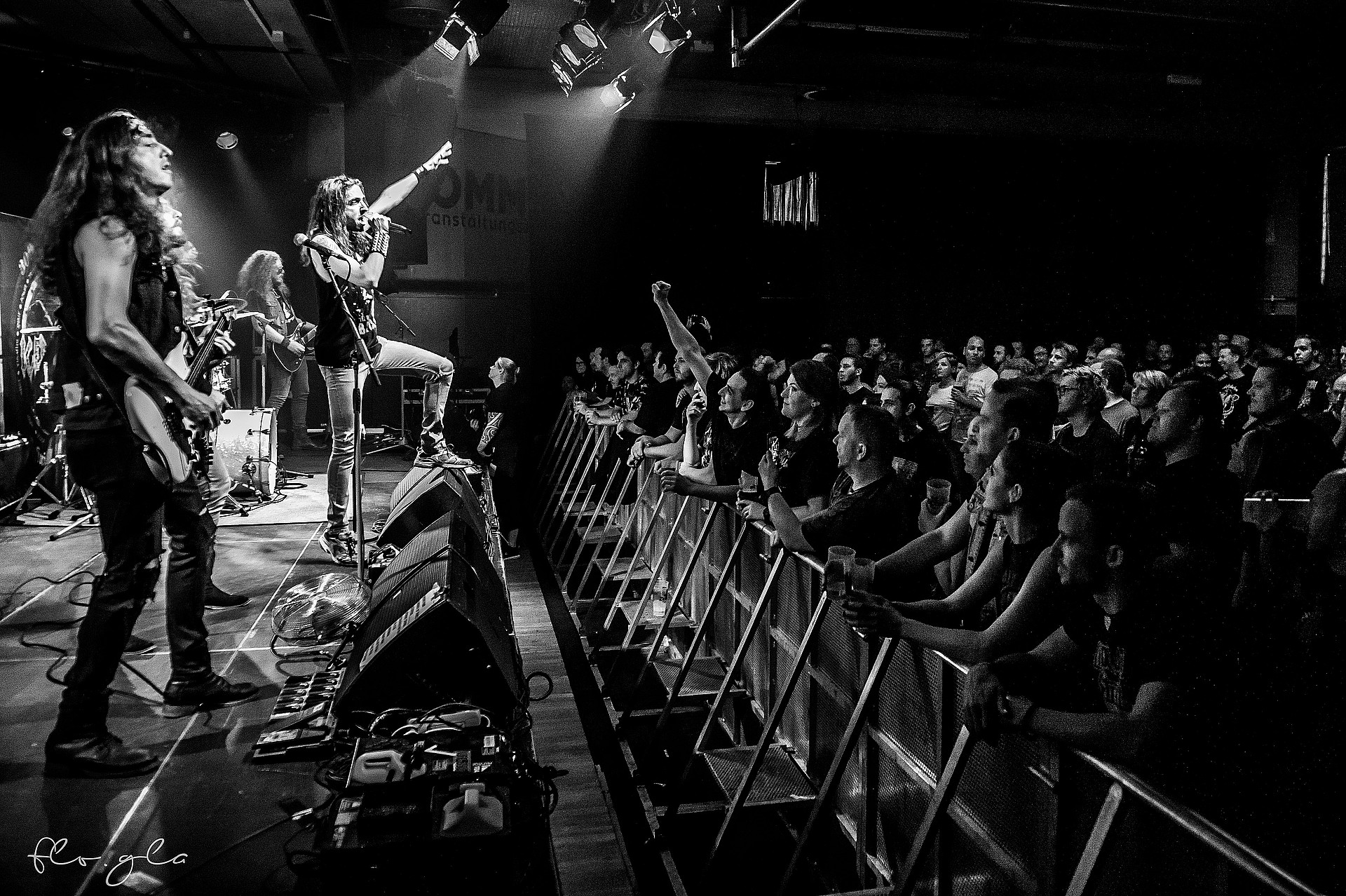
Liquid Steel

Kurz nach der Veröffentlichung von Fire in the Sky begann die Band sofort wieder mit dem Songwriting. Neben zahlreichen Festivals und Konzerten im D-A-CH-Raum und Italien wurden insgesamt neun Songs fertiggestellt. Die Band konnte mit dem Studio Hundert und dem Produzenten Jay Hundert in Reith im Alpbachtal eine Partnerschaft akquirieren und begann dort im April 2016 mit den Aufnahmen zu Midnight Chaser. Dessen Veröffentlichung im September 2016 wurde im Weekender Club in Innsbruck zusammen mit Diamond Falcon aus Wien gefeiert. Das zweite Album der Band schaffte es, gute Rezensionen einzustreichen. Die LP wurde auf CD und Vinyl in Eigenregie veröffentlicht.

### Mountains of Madness
In den Jahren nach Midnight Chaser wurden weiterhin Konzerte in Deutschland, Österreich, der Schweiz, Italien und auch Tschechien gespielt. Außerdem erlebte die Band ihre erste längere Tour mit acht Konzerten in zehn Tagen gemeinsam mit Diamond Falcon in Kroatien, Serbien und Bulgarien. Konzerte mit Iced Earth, das Metalheadz OA, das Trveheim Festival oder im Vorprogramm von Majesty zählen zu den Höhepunkten dieser Jahre. 
Im Juni 2019 starteten die Aufnahmen zum dritten Album der Band Mountains of Madness. Vorproduktion, Recording, Mix und Master wurden wiederum bei Jay Hundert im Studio Hundert erledigt. Ungefähr die Hälfte der Aufnahmen war erledigt, als die COVID-19-Pandemie im März 2020 zuschlug. Von da an kamen die Aufnahmen ins Stocken und der angepeilte Zeitplan musste verschoben werden. Im Mai 2021 wurde das Album mit zehn Titeln durch Metallizer Records veröffentlicht. Mountains of Madness erschien auf CD, Vinyl und Kassette (Tapes of Terror).

## Diskografie
- 2012 Scream (Demo, Eigenveröffentlichung)
- 2014 Fire in the Sky (Album, Scream Records)
- 2016 Midnight Chaser (Album, Eigenveröffentlichung)
- 2021 Mountains of Madness (Album, Metalizer Records)